# 拉克魯斯區 (通貝斯省)
3°38′13″S 80°35′22″W / 3.6370°S 80.5894°W
拉克魯斯區（西班牙語：Distrito de La Cruz），是秘魯的一個區，位於該國西北部通貝斯大區的通貝斯省，始建於1962年6月18日，面積65.2平方公里，海拔高度5米，2005年人口8,092，人口密度每平方公里120人。